# Paris-Roubaix Juniors
Paris-Roubaix for juniorer eller Le Pavé de Roubaix, er et endagscykelløb for juniorer (16-18 år), som har været afholdt hvert forår siden 2003 i det nordlige Frankrig.
Løbet blev grundlagt i 2003 af Vélo-Club de Roubaix Lille Métropole og var en del af den franske nationale cykelkalender i kategori 1.14. I 2005 blev løbet integreret på den internationale cykelkalender i kategori 1.8. Som følge af en aftale med Amaury Sport Organisation (ASO), er det tilladt at bruge navnet Paris-Roubaix til dette løb. Siden 2008 har løbet været en del af UCI Juniors Nations' Cup.

## Vindere
| År   | Vinder                           | Toer                             | Treer                            |
| ---- | -------------------------------- | -------------------------------- | -------------------------------- |
| 2003 | Anthony Colin                    | David Deroo                      | Bram Wind                        |
| 2004 | Geraint Thomas                   | Ian Stannard                     | Toon De Clercq                   |
| 2005 | Michael Bär                      | Klaas Lodewyck                   | Jérôme Baugnies                  |
| 2006 | Raymond Kreder                   | Dries Ingels                     | Sven Vandousselaere              |
| 2007 | Fabien Taillefer                 | Jens Debusschere                 | Paolo Locatelli                  |
| 2008 | Andrew Fenn                      | Peter Sagan                      | Étienne Fedrigo                  |
| 2009 | Guillaume Van Keirsbulck         | Arnaud Démare                    | Barry Markus                     |
| 2010 | Jasper Stuyven                   | Daniel McLay                     | Lawson Craddock                  |
| 2011 | Florian Sénéchal                 | Alexis Gougeard                  | Maarten van Trijp                |
| 2012 | Mads Würtz Schmidt               | Anthony Turgis                   | Jonathan Dibben                  |
| 2013 | Mads Pedersen                    | Nathan Van Hooydonck             | Tao Geoghegan Hart               |
| 2014 | Magnus Bak Klaris                | Casper Pedersen                  | Enzo Wouters                     |
| 2015 | Bram Welten                      | Pascal Eenkhoorn                 | Stan Dewulf                      |
| 2016 | Jarno Mobach                     | Nils Eekhoff                     | Tanguy Turgis                    |
| 2017 | Thomas Pidcock                   | Daan Hoole                       | Mathias Larsen                   |
| 2018 | Lewis Askey                      | Samuele Manfredi                 | Mattias Skjelmose                |
| 2019 | Hidde Van Veenendaal             | Hugo Toumire                     | Lars Boven                       |
| 2020 | aflyst pga. coronaviruspandemien | aflyst pga. coronaviruspandemien | aflyst pga. coronaviruspandemien |
| 2021 | Stian Fredheim                   | Alec Segaert                     | Per Strand Hagenes               |
| 2022 | Niels Michotte                   | Romet Pajur                      | Léandre Lozouet                  |
| 2023 | Matys Grisel                     | Oscar Chamberlain                | Theodor Storm                    |
| 2024 | Jakob Omrzel                     | Erazem Valjavec                  | Axel Van Den Broek               |
| 2025 | Michiel Mouris                   | Ashlin Barry                     | Mikita Babovich                  |